# 布伦斯比特尔
布伦斯比特尔（德語：Brunsbüttel，發音：[ˈbʁʊnsˌbʏtl̩] ⓘ）是德国石勒苏益格-荷尔斯泰因州迪特马申县的城市，面积65.21平方千米，2023年12月31日人口为12,651人。